# Лоренцова сила
Лоренцова сила или сила на Лоренц е силата, действаща на електрически заредена частица с точков заряд q и със скорост на движение v в отправна система характеризираща се с векторите на електрическо поле с интензитет Е и магнитно поле с индукция В.
{\displaystyle \mathbf {F} =q[\mathbf {E} +(\mathbf {v} \times \mathbf {B} )],}
В математическия израз за действащата сила върху електрическия заряд, електрическия компонент {\displaystyle q\mathbf {E} ,} променя модула на скоростта ѝ, а вторият (магнитния) компонент {\displaystyle q(\mathbf {v} \times \mathbf {B} ),} променя само посоката на скоростта като с това действие не извършва работа. 
Лоренцовата сила е перпендикулярна на равнината, образувана от v и B.
Наименованието сила на Лоренц на тази математически изразена зависимост, е наречена така в чест на Хендрик Лоренц (на нидерландски: Hendrik Antoon Lorentz), холандски физик, нобелов лауреат през 1902 г. заедно с Питер Зееман.